# 热讷维尔
热讷维尔（法語：Genneville，法語發音：[ʒɛnvil] ⓘ）是法国卡尔瓦多斯省的一个市镇，属于利雪区。

## 地理
热讷维尔（49°22'11"N, 0°16'29"E）面积9.36 平方千米，位于法国诺曼底大区卡爾瓦多斯省，该省份为法国西北部沿海省份，北濒大西洋英吉利海峡，东北与滨海塞纳省以海上边界相接，东临厄尔省，南至奧恩省，西与芒什省接壤。
与热讷维尔接壤的市镇（或旧市镇、城区）包括：阿布隆、富尔讷维尔、戈讷维尔-叙翁弗勒尔、凯特维尔、圣伯努瓦代贝尔托、欧日地区勒泰伊。

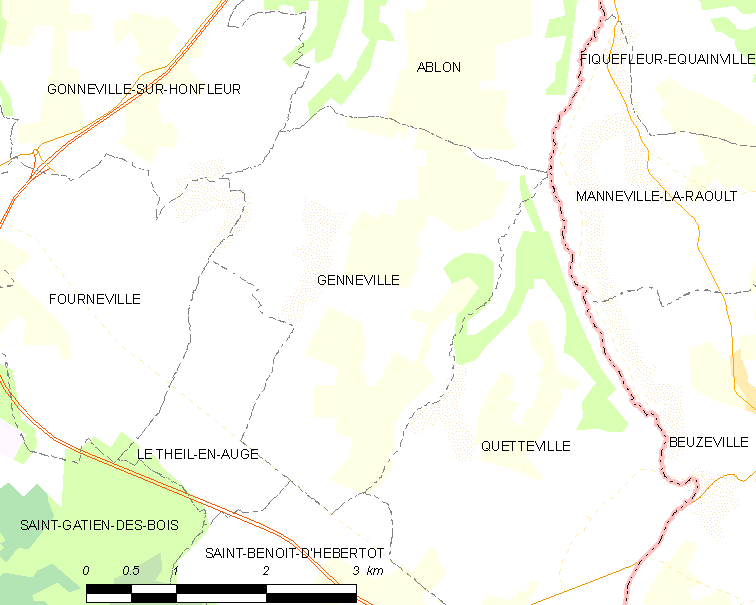
热讷维尔的OSM定位图

热讷维尔的时区为UTC+01:00、UTC+02:00（夏令时）。

## 行政
热讷维尔的邮政编码为14600，INSEE市镇编码为14299。

## 政治
热讷维尔所属的省级选区为翁弗勒尔-多维尔县。

## 人口

1962-2008年间热讷维尔人口变化图示

热讷维尔于2022年1月1日时的人口数量为819人。